# Metlomet
Metlomet ali broomball je igra na ledu, podobna hokeju na ledu, ki izhaja iz Kanade. Na ledeni ploskvi tekmujeta dve moštvi, ki skušata zadati nasprotni ekipi čim več golov.
Število igralcev v moštvu se giblje med 3 in 6 (za mednarodna tekmovanja je predpisano moštvo med 16 in 20 članov oz. članic, od katerih so na igrišču vratar in pet igralcev), odvisno od velikosti igrišča. Za razliko od hokeja na ledu se metlomet ne igra s ploščkom, temveč z žogico z obsegom med 44 in 48 cm, enotne oranžne barve, ki se jo podaja s posebnimi metlami. Metle imajo ročaj podoben ročaju hokejske palice z obsegom 10 cm, spodnji del pa ima namesto rezila trikotno oblikovano gumijasto glavo. Celotna metla je lahko dolga največ 135 cm, od katerih nastavek predstavlja 18–22 cm. Nastavek se od mesta nasadila, kje ne sme biti ožji od 6,5 cm razširi na 10–15 cm.
Metlometaši nimajo drsalk, marveč uporabljajo posebne čevlje, ki omogočajo boljši oprijem na ledu. Obvezna je tudi zaščitna oprema: čelada, komolčniki in kolenčniki, zimska oblačila, rokavice in ščitnik za zobe. Vratar potrebuje še obrazno zaščitno masko, ščitnike za noge, prsa in rame, ter rokavico odbijalko (ang. blocker).
V Sloveniji je metlomet razvit predvsem na območju Bleda. Na Bledu in v Kranju je Broomball zveza Slovenije v jeseni 2013 gostila Evropsko metlometno prvenstvo in slovenski pokal, kjer je Slovensko moštvo zasedlo 5. mesto.
Svetovna krovna organizacija je Mednarodna zveza metlometnih združenj - IFBA (International Federation of Broomball Associations)